# Paradrina rebeli
Paradrina rebeli là một loài bướm đêm thuộc họ Noctuidae. Nó là loài đặc hữu của quần đảo Canaria. Some authors consider the genus Paradrina to be a subchi Caradrina, hence the species is tiếng Anh thường gọi là Caradrina rebeli hoặc Caradrina (Paradrina) rebeli.
Sải cánh dài 26–31 mm (1,0–1,2 in). Con trưởng thành bay quanh năm.
Ấu trùng ăn nhiều loại thực vật thân thảo.